# Operation Shō-gō
Die Operation Shō-gō (捷一號作戰/捷一号作戦 Shō ichigō sakusen, dt. „Operation Sieg“) war ein vierteiliger Plan zur Verteidigung der japanischen Hauptinseln während des Pazifikkriegs im Zweiten Weltkrieg. Der Plan Shō-Gō 1 zur Verteidigung der Philippinen kam im Oktober 1944 zur Ausführung. Shō-Gō 2 war zu Zeit des alliierten Angriffs auf Okinawa im April 1945 nicht mehr auf dem neuesten Stand, wurde aber trotzdem ausgelöst. Die Pläne Shō-Gō 3 und 4 gingen später in abgeänderter Form in den Verteidigungsplan für die Operation Ketsu-gō über, die zur Verteidigung der japanischen Heimatinseln gegen jegliche mögliche alliierte Invasion vorbereitet wurde.

## Vorgeschichte
Während die alliierten Streitkräfte im Jahr 1944 immer weiter in Richtung der japanischen Heimatinseln vorrückten und die Schlacht um die Marianen-Inseln, sowie die Schlacht in der Philippinensee verloren waren, war dem Imperialen Großen Hauptquartier (IGHQ) klar, dass Pläne zu deren Verteidigung erstellt werden mussten. Von dreizehn Schlachtschiffen, die zu Kriegsbeginn existierten, waren noch zehn übrig. Es schien Japans Admiralen unerträglich; ja gar unehrenhaft, dass diese kapitalträchtigen Einheiten an ihren Liegeplätzen vor sich hin dümpelten, während die Imperiale Armee an Land verzweifelte Schlachten schlug. Dies war einer der Gründe, warum die Imperiale Marine versuchte, ein Gefecht gegen die alliierten Flotten herbeizuführen, obwohl jede Prognose ihres Ergebnisses eine Niederlage versprach.

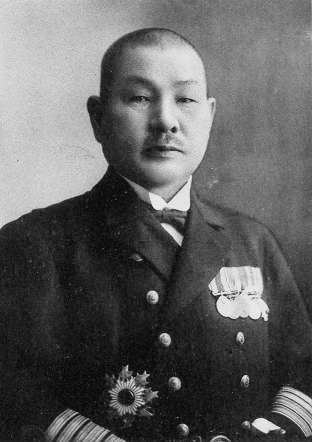
Admiral Toyoda Soemu

Der Oberbefehlshaber der Kombinierten Flotte, Admiral Toyoda Soemu, arbeitete daher vier Operationspläne aus, zusammengefasst unter dem Decknamen Shō-gō. Die Pläne sahen komplexe Offensivoperationen vor, bei denen fast alle verfügbaren japanischen Streitkräfte zu einer entscheidenden Schlacht geführt werden sollten, obwohl Japans Reserven an verfügbarem Erdöl erheblich erschöpft waren.
Als Vizeadmiral Ugaki Matome. Befehlshaber der 1. Schlachtschiff-Division, ein Entwurf der Pläne vorgelegt wurde, schrieb er:

„Ob der Plan angemessen ist oder nicht muss weiter untersucht werden, aber zu einer Zeit, in der wir in den letzten Graben getrieben wurden, haben wir keine andere Wahl … Es ist immer noch wichtig, auf den Sieg zu hoffen … und sich zu bemühen, ihn zu erreichen.“

## Shō-Gō 1
Shō-Gō 1 war der Plan für eine große Marineoperation in den Gewässern der Philippinen.
Von den verschiedenen Verteidigungssektoren, die im Gesamtverteidigungsplan von Shō-Gō vorgesehen waren, hielten die Japaner es für am wahrscheinlichsten, dass sie 1944 bei den Philippinen einem direkten US-Angriff ausgesetzt sein würden. Daher waren sie überzeugt davon, dass der Angriff unbedingt abgewehrt werden musste, was den US-Streitkräften so viele Verluste kosten würde, wie die Japaner selbst bereit waren zu akzeptieren. Nur auf diese Weise würde die Dynamik des US-Vorstoßes gebremst und eine ununterbrochene Seeverbindung zwischen Japan und Niederländisch-Indien und der Malaiischen Halbinsel aufrechterhalten, woher sie fast ihren gesamten Kraftstoff und auch eine Reihe anderer lebenswichtiger Rohstoffe bezogen, die für die Weiterführung des Krieges unabdingbar waren.
Obwohl die Flugzeugträger nach den letzten verlorenen Schlachten ein ernsthafter Schwachpunkt der Japaner waren, lehnte das Oberkommando der Marine die Einführung passiver Verteidigungstaktiken mit der Begründung ab, dass die Flotte zu einem späteren Zeitpunkt unter noch ungünstigeren Bedingungen vernichtet werden würde, wenn es den Alliierten gelänge, einen der inneren Bereiche zu besetzen. Die 3. und die 5. Flotte, die sich beide in der Seto-Inlandsee befanden, würden von den unverzichtbaren Treibstoffvorräten der südlichen Gebiete abgeschnitten, während die 2. Flotte, die am 9. Juli ihre Heimatgewässer in Richtung Lingga verlassen hatte, von ihrem Munitionsnachschub im Heimatland abgeschnitten wäre. Darüber hinaus würden die Seegebiete, in denen die Marine operieren muss, danach in Reichweite überlegener feindlicher Landluftstreitkräfte liegen.
Auf der Grundlage dieser Argumentation entschied sich die Marineabteilung des IGHQ dafür, die gesamte verbleibende Stärke der Flotte in kühnen Offensivaktionen aufs Spiel zu setzen. Bodentruppen, unterstützt von landgestützten Kampfflugzeugen, würden einen konzertierten Angriff starten, der darauf abzielte, die feindliche Flotte von Invasionstransportern an den Landepunkten abzufangen und zu zerstören. Der Angriff sollte durch ein Ablenkungsmanöver erleichtert werden, um die feindlichen Seestreitkräfte, die die Landungsoperationen deckten, abzulenken, oder gar von der Küste wegzulocken.

### Die Konferenz vom 24. Juli 1944
Am selben Tag, an dem der grundlegende Befehl und die Anweisungen für die Shō-Gō-Operationen herausgegeben wurden, nahmen Oberst Miyama Yozo, Chef der Operationsabteilung des Hauptquartiers der Südarmee, zusammen mit Vertretern aller betroffenen untergeordneten Kommandos an einer Konferenz im kaiserlichen Generalhauptquartier in Tokio teil, um die groben Phasen der Pläne zu besprechen.
Auf dieser Konferenz erhielt Oberst Miyama eine „Übersicht grundlegender Anweisungen für die Shō-Operation Nr. 1“, in der die Entscheidung des IGHQ, Armeeabteilung, festgehalten wurde, dass die 14. Regionalarmee sich auf die entscheidende Bodenschlacht auf Luzon vorbereiten sollte und im Falle eines früheren feindlichen Einbruchs auf die zentralen oder südlichen Philippinen sollte sie sich dort darauf beschränken, den Feind aufzuhalten und die örtlichen Luft- und Marinestützpunkte so lange wie möglich zu sichern.
Sollten die US-Streitkräfte die Kontrolle über die philippinische Inselgruppe erlangen, war den Japanern klar, dass dann ihre Marine entweder im Norden ohne Treibstoff oder im Süden ohne Munition und Entsatz isoliert sein könnte. Es gab daher zwingende strategische Gründe die Kontrolle über die philippinische Inselgruppe zu behalten, und die Japaner glaubten in diesem Bereich ein operatives Ass im Ärmel zu haben, da die US-Streitkräfte erstmals im Pazifikkrieg nur mit trägergestützter Luftwaffe in einer Region operieren konnten, in der die Japaner auf kurze Distanz eine massiv überlegene landgestützte Luftwaffe zur Verfügung hatten.

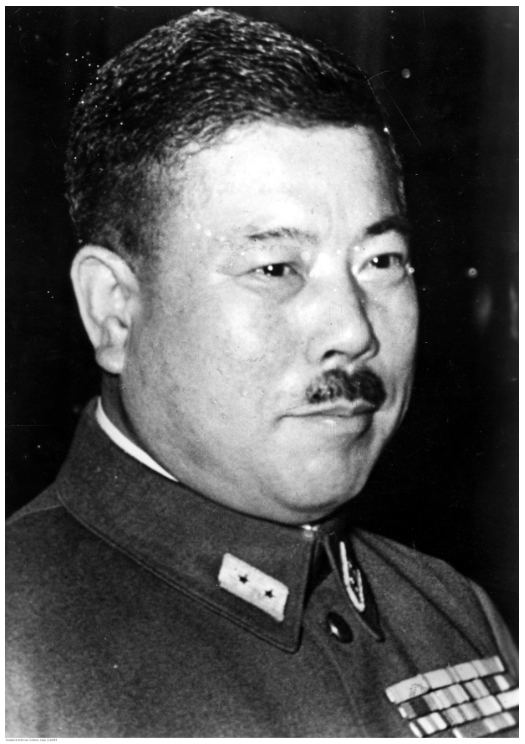
General Yamashita Tomoyuki

Die Japaner erkannten, dass die Kombinierte Flotte möglicherweise nicht in der Lage sein würde, die Landungen der Amerikaner zu verhindern. Deshalb stationierten sie die 14. Regionalarmee unter dem Befehl von Generalleutnant Kuroda Shigenori auf den Inseln. Kuroda wurde am 26. September 1944 von General Yamashita Tomoyuki abgelöst. Den Japanern fehlte es im Allgemeinen an Schiffen, und Feldmarschall Terauchi Hisaichi, der die gesamte südliche Nachschubregion von Saigon aus kommandierte, befahl Yamashita, sich auf die Verteidigung von Luzon, der Hauptinsel der philippinischen Gruppe, zu konzentrieren.
Yamashita übernahm am 6. Oktober das Kommando und beschloss nachfolgende Aufstellungen:

### Japanische Verteidigungsarmeen der Philippinen

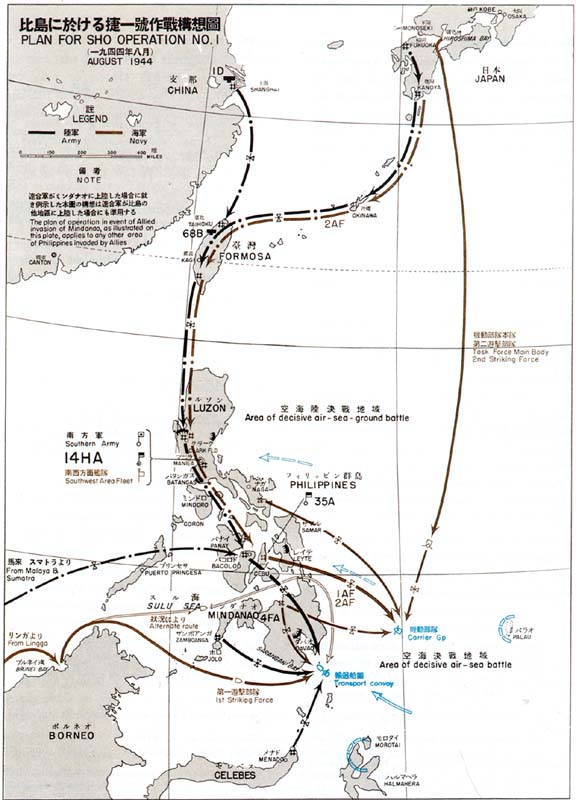
Sho Operation No. 1

| Armee Kommandant                             | Einheit Kommandant                                            | Verteidigungsbereich       |
| -------------------------------------------- | ------------------------------------------------------------- | -------------------------- |
| 14. Regionalarmee General Yamashita Tomoyuki | 8. Division Generalleutnant Yokoyama Shizuo                   | Luzon                      |
| 14. Regionalarmee General Yamashita Tomoyuki | 103. Division Generalleutnant Muraoka Yoshitake               | Luzon                      |
| 14. Regionalarmee General Yamashita Tomoyuki | 105. Division Generalleutnant Tsuda Yoshitake                 | Luzon                      |
| 14. Regionalarmee General Yamashita Tomoyuki | 55. Unabhängige Gemischte Brigade Generalmajor Suzuki Tetsuzo | Luzon                      |
| 14. Regionalarmee General Yamashita Tomoyuki | 58. Unabhängige Gemischte Brigade Generalmajor Sato Bunzo     | Luzon                      |
| 35. Armee Generalleutnant Suzuki Sōsaku      | 16. Division Generalleutnant Shiro Makino                     | Leyte                      |
| 35. Armee Generalleutnant Suzuki Sōsaku      | 30. Division Generalleutnant Gyōsaku Morozumi                 | Süd-Mindanao Davao         |
| 35. Armee Generalleutnant Suzuki Sōsaku      | 100. Division Generalleutnant Jiro Harada                     | Zentral- und Nord-Mindanao |
| 35. Armee Generalleutnant Suzuki Sōsaku      | 102. Division Generalleutnant Fukuei Shinpei                  | Panay, Negros, Cebu        |
| 35. Armee Generalleutnant Suzuki Sōsaku      | Unabhängige Gemischte Brigade                                 | Panay, Negros, Cebu        |

| Einheit Kommandant                                   |
| ---------------------------------------------------- |
| 2. Panzer-Division Generalleutnant Iwanaka Yoshiharu |
| 1. Division Generalleutnant Muraoka Yoshitake        |
| 10. Division Generalleutnant Tsukada Rikichi         |
| 26. Division Generalleutnant Yamagata Tsuyuo         |
| 23. Division Generalleutnant Nishiyama Fukutaro      |

### Luftkampfeinheiten
Für die Verteidigung aus der Luft standen die 2. und die 4. Luftdivision mit acht Luftregimentern zur Verfügung. Weiterhin war der 4. Luftarmee die 30. Luftkampfgruppe mit zehn Luftregimentern zugeteilt worden. Die Armee kontrollierte auch die vier Luftregimenter der 7. Luftdivision von Generalleutnant Sudo Einosuke auf der Insel Celebes. Die Planung umfasste weitere 13 Luftregimentern aus Malaya, Indochina, Formosa, China und Japan, um dann insgesamt 34 Luftregimenter zur Verfügung zu haben.

### Einheiten zur See
Für den Angriff auf See war die 1. Mobile Flotte unter dem Kommando von Vizeadmiral Ozawa Jisaburō vorgesehen. Sie umfasste auch die vier verbliebenen Flugzeugträger Japans, die von den meisten ihrer Flugzeuge und Besatzungen nach der Schlacht in der Philippinensee beraubt worden waren. Der Shō-Gō 1 Plan sah vor, dass die Flotte zunächst Kurs nach Süden setzen sollte, um dann nach Norden umzuschwenken um so die 3. Flotte von Admiral William F. Halsey von den erwarteten US-Landungen wegzulocken. Wenn diese dann den Großteil ihrer Luftstreitkräfte im Kampf verloren hätte, sollte sie von Westen von drei anderen japanischen Streitkräften angegriffen werden, die nur Überwasserschiffe, aber keine Flugzeugträger umfassten.
Dazu erging die geheime Anweisung Nr. 83 der Kombinierten Flotte, die die folgenden allgemeinen Missionen der Seestreitkräfte in den Shō-Gō-Operationen festlegte:
| Anweisung Nr. 83 der Kombinierten Flotte |
| --- |
| 1. Durchführungstaktik: A. Die Kombinierte Flotte wird mit der Armee nach den vom IGHQ für die Shō-Gō-Operationen festgelegten Operationsverfahren zusammenarbeiten, um den eindringenden Feind in der Entscheidungsschlacht auf See abzufangen und zu vernichten und eine uneinnehmbare strategische Position zu erhalten. 2. Operationsübersicht: A. Vorbereitungen: 1) Auf den Philippinen werden so schnell wie möglich Luftwaffenstützpunkte vorbereitet, um den Einsatz der gesamten Luftstärke der 1. und 2 Luftflotte zu ermöglichen. Luftwaffenstützpunkte in den Gebieten Clark Field und Bacolod werden in Übereinstimmung mit dem Heeres-Marine-Zentralabkommen schnellstens organisiert. B. Operationen: 1) Feindliche Flugzeugträger werden zuerst durch konzentrierte Angriffe von den Luftwaffenstützpunkten aus zerstört. 2) Transportverbände werden von den Boden- und Luftstreitkräften gemeinsam vernichtet. Gelingt die Landung des Feindes, werden Transporte mit Verstärkung und die bereits an Land befindlichen Truppen die Hauptziele sein, um sie am Brückenkopf zu vernichten. 3) Bodentruppen werden innerhalb von zwei Tagen nach Beginn der Landung gegen den feindlichen Landepunkt einen Ausfallangriff beginnen. Zwei Tage vor dem Angriff der Bodentruppen werden umfassende Luftangriffe gestartet. |

Weitere Anweisungen folgten im August zur genaueren Festlegung der Angriffsstrategie.

### Start von Shō-Gō 1
Am 1. August 1944 stellte Toyoda für Shō-Gō 1 die praktische Bereitschaft her. Um die innere Verteidigungslinie zu schützen, wurden landgestützte Luftstreitkräfte auf der philippinischen Inselgruppe und auf Formosa stationiert, die Kampfflotte wurde in der Bucht von Brunei konzentriert, in der Nähe der Ölressourcen, von denen sie abhängig war, die Trägerstreitkräfte befanden sich in der Seto-Inlandsee und die U-Boot-Streitkräfte unter Vizeadmiral Miwa Shigeyoshi und Konteradmiral Owada Noboru standen für Aufklärungs-, Transport- und Angriffsmissionen bereit.
Elf Tage nach Veröffentlichung der Shō-Gō-Pläne, am 4. August, ordnete das IGHQ eine Neuorganisation des Heereskommandos im Gebiet der Philippinen an und legte das Datum der Aktivierung auf den 9. August fest. Die 14. Gebietsarmee sollte für die Gesamtleitung der Armeeoperationen auf den Philippinen verantwortlich sein und zusätzlich das direkte Kommando über die Verteidigungskräfte auf Luzon ausüben.

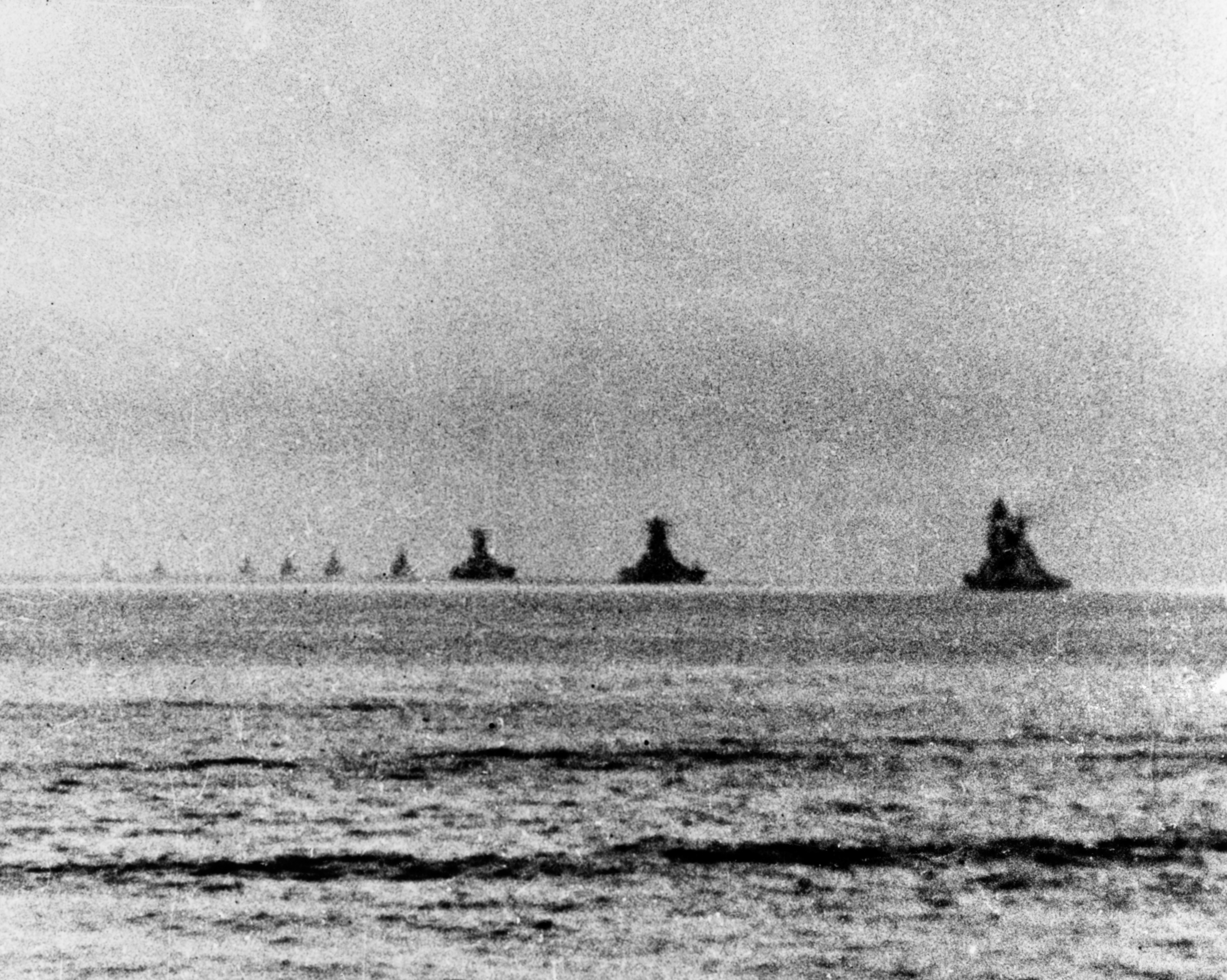
Die japanische Kampfflotte verlässt am 23. Oktober 1944 die Bucht von Brunei. V r. n. l.: Die Schlachtschiffe Nagato, Musashi und Yamato; die Schweren Kreuzer Maya, Chōkai, Takao, Atago, Haguro und Myōkō.

Shō-Gō 1 wurde testweise am 15. September ausgelöst, als die US-Angriffe Tradewind und Stalemate II auf die Inseln Morotai und Peleliu Terauchi in seiner Überzeugung bestätigten, dass die US-Invasion der philippinischen Inselgruppe unmittelbar bevorstehe und er daher an die Inseln alle bezeichneten Verstärkungen in Marsch setzte.
Der unmittelbare Auslöser für die Umsetzung von Shō-Gō 1 war jedoch der Angriff der 15 schnellen Flugzeugträger der 3. Flotte auf die Ryūkyū-Inseln, Formosa und Luzon gegen die japanische Luftwaffe. Dies führte zur für Japan desaströsen See- und Luftschlacht im Golf von Leyte.

## Shō-Gō 2
Der Plan Shō-Gō 2 war für die Verteidigung von Formosa und den Ryūkyū-Inseln vorgesehen und wurde im August 1944 fertiggestellt.

### Japanische Verteidigungsarmeen auf Formosa
| Armee Kommandant                   | Einheit Kommandant                              |
| ---------------------------------- | ----------------------------------------------- |
| Formosa-Armee General Andō Rikichi | 10. Division Generalleutnant Okamoto Yasuyuki   |
| Formosa-Armee General Andō Rikichi | 50. Division Generalleutnant Ishimoto Sadanao   |
| Formosa-Armee General Andō Rikichi | 66. Division Generalleutnant Nakashima Kisaburo |
| Formosa-Armee General Andō Rikichi | 8. Luftdivision Generalleutnant Yamamoto Kenji  |

### Japanische Verteidigungsarmeen auf den Ryūkyū-Inseln
| Armee Kommandant                           | Einheit Kommandant                              |
| ------------------------------------------ | ----------------------------------------------- |
| 32. Armee Generalleutnant Ushijima Mitsuru | 24. Division Generalleutnant Amamiya Tatsumi    |
| 32. Armee Generalleutnant Ushijima Mitsuru | 9. Division Generalleutnant Hara Mamoro         |
| 32. Armee Generalleutnant Ushijima Mitsuru | 28. Division Generalleutnant Kushibuchi Senichi |
| 32. Armee Generalleutnant Ushijima Mitsuru | 62. Division Generalleutnant Hongo Yoshio       |

## Shō-Gō 3
Shō-Gō 3 war der Hauptplan der Operation Shō-Gō. Mit ihm sollten die voraussichtlichen Landeplätze der alliierten Streitkräfte auf den japanischen Inseln Honshū, Kyūshū und Shikoku verteidigt werden. Er war in drei Untervarianten eingeteilt:
- Variante A – für die Stadt Hachinohe in der Präfektur Aomori im Nordosten von Honshū
- Variante B – für die Stadt Sendai in der Präfektur Miyagi, ebenfalls im Nordosten von Honshū
- Variante C – für die Hauptstadt Tokio auf Honshū
- Variante D – für die Stadt Hamamatsu in der Präfektur Shizuoka auf Honshū
- Variante E – für die südliche Insel Kyūshū, wo die Hauptlandungen erwartet wurden.

Für die Varianten A, B und C war die Ostarmee, für D die Zentralarmee und für E die Westarmee vorgesehen. Der Ostarmee war die 36. Armee zugeteilt, der einzige Großverband, aufgestellt am 21. Juli 1944, der für die Verteidigung des Großraums Tokio verantwortlich war.

### Ostarmee
| Armee Kommandant                            | Einheit Kommandant                               |
| ------------------------------------------- | ------------------------------------------------ |
| 36. Armee Generalleutnant Uemura Toshimichi | 44. Division Generalleutnant Kawanami Hisoka     |
| 36. Armee Generalleutnant Uemura Toshimichi | 81. Division Generalleutnant Koga Ken            |
| 36. Armee Generalleutnant Uemura Toshimichi | 84. Division Generalleutnant Ogura Tatsuji       |
| 36. Armee Generalleutnant Uemura Toshimichi | 93. Division Generalleutnant Sueto Tomofumi      |
| 36. Armee Generalleutnant Uemura Toshimichi | 4. Panzer-Division Generalleutnant Nagura Shiori |

### Zentralarmee
| Einheit Kommandant                         |
| ------------------------------------------ |
| 84. Division Generalleutnant Ogura Tatsuji |
| 3. Depot-Division                          |
| 4. Depot-Division                          |
| 53. Depot-Division                         |

### Westarmee
| Einheit Kommandant |
| ------------------ |
| 55. Depot-Division |
| 56. Depot-Division |
| 6. Depot-Division  |
| 5.Depot-Division   |

### Verteidigungsarmee für Kyūshū und dem südlichen Teil von Honshu
Kyūshū und der südliche Teil von Honshu waren unter der Verantwortung von Feldmarschall Hata Shunrokus 2. Hauptarmee gestellt worden.
| Armee Kommandant                          | Einheit Kommandant                                 | Unterorganisationen                                               |
| ----------------------------------------- | -------------------------------------------------- | ----------------------------------------------------------------- |
| 2. Hauptarmee Feldmarschall Hata Shunroku | 16. Regionalarmee Generalleutnant Yokoyama Isamu   | 14 Divisionen, 7 unabhängige gemischte Brigaden, 3 Panzerbrigaden |
| 2. Hauptarmee Feldmarschall Hata Shunroku | 15. Regionalarmee Generalleutnant Kawabe Masamitsu | 9 Divisionen, 4 unabhängige gemischte Brigaden                    |

### Verteidigungsarmeen für Zentral- und Nord-Honshu
Zentral- und Nord-Honshu waren unter der Verantwortung von Feldmarschall Sugiyama Hajimes 1. Hauptarmee gestellt worden.
| Armee Kommandant                            | Einheit Kommandant                                  | Unterorganisationen |
| ------------------------------------------- | --------------------------------------------------- | --- |
| 1. Hauptarmee Feldmarschall Sugiyama Hajime | 13. Regionalarmee Generalleutnant Okada Tasuke      | 6 Divisionen, 3 unabhängige gemischte Brigaden, 1 Panzerbrigade                                                         |
| 1. Hauptarmee Feldmarschall Sugiyama Hajime | 12. Regionalarmee Generalleutnant Fujie Keisuke     | 18 Divisionen, 7 unabhängige gemischte Brigaden, 2 Panzer-Divisionen, 3 Panzerbrigaden, 3 Brigaden der Imperialen Garde |
| 1. Hauptarmee Feldmarschall Sugiyama Hajime | 11. Regionalarmee Generalleutnant Yoshimoto Teiichi | 6 Divisionen, 2 unabhängige gemischte Brigaden                                                                          |

Weiterhin standen dem IGHQ Reserven zur Verfügung. Diese konnten aus den sieben Divisionen der 17. Regionalarmee von Generalleutnant Itagaki Seishiro in Korea entnommen werden.
Luftunterstützung für Shō-Gō 3 wurde von der Hauptluftarmee unter General Kawabe Masamitsu geleistet. Dazu gehörte die 1. Luftarmee unter Generalleutnant Prinz Un Yi, die 6. Luftarmee unter Generalleutnant Sugawara Michio in Japan und die 2. Luftarmee unter Generalleutnant Itahana Giichi in Korea.
Der Plan für die Operation Shō-Gō 3 war Ende Oktober 1944 fertiggestellt und ging detailliert im Dezember 1944 in die Planung für die abschließende Operation Ketsu-gō über.

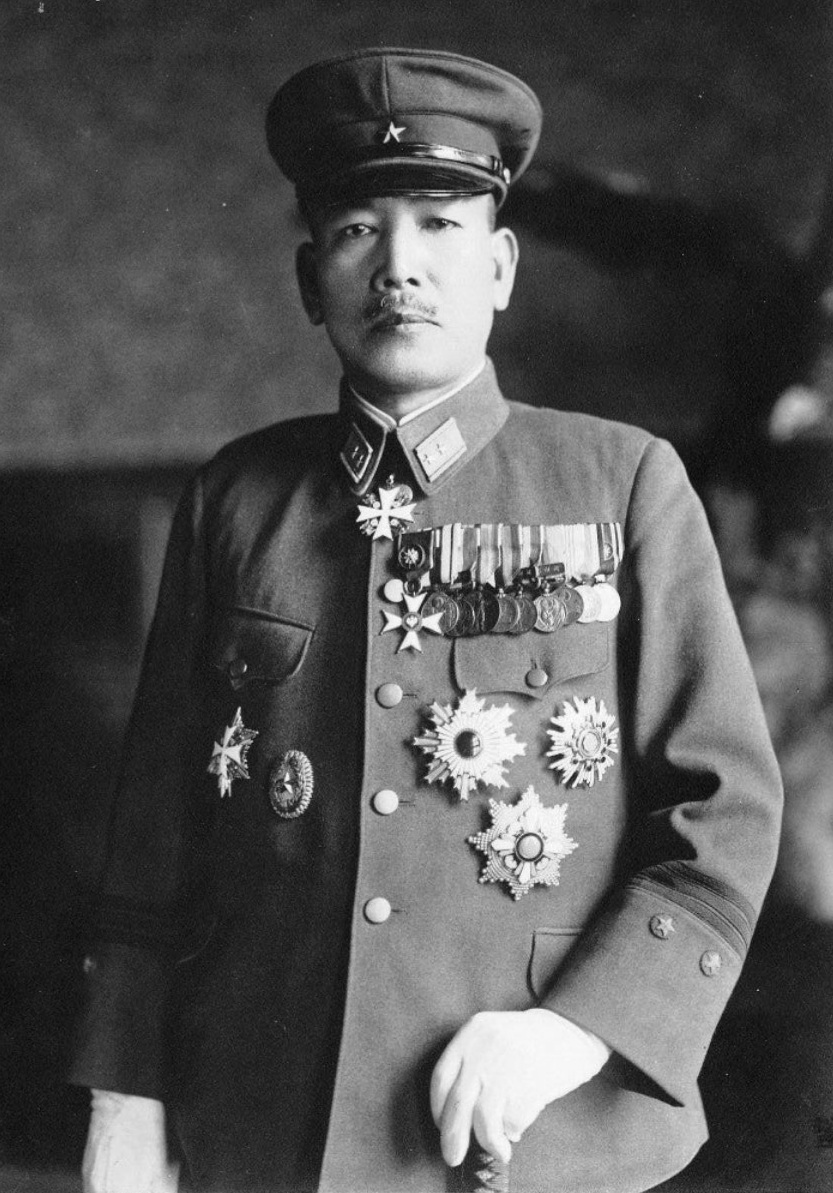
General Higuchi Kiichirō

## Shō-Gō 4
Shō-Gō 4 umfasste die Verteidigung von Hokkaidō, den Kurilen und Karafutu.
Ab dem 27. März 1944 unterstand die für Shō-Gō 4 zuständigen Einheiten direkt dem IGHQ. Dies war die 5. Regionalarmee unter General Higuchi Kiichirō mit der 7. Division und der Karafutu-Gemischten Brigade, sowie die 27. Armee, mit der 42. und 91. Division, sowie der 3. und 4. amphibischen Brigade  die alle für die Verteidigung der Kurilen eingeteilt waren.